# 佐藤優 (アナウンサー)
佐藤 優（さとう ゆう、11月25日 - ）は、山形テレビ (YTS) の元アナウンサー。

## 略歴
山形県山形市出身。日大山形中学校、山形南高校を経て、早稲田大学卒業。
2003年12月、ANNアナウンサー賞（高校野球実況部門）奨励賞受賞。
2006年12月1日、ANNアナウンサー賞（高校野球実況部門）優秀賞受賞。受賞試合は、第88回全国高等学校野球選手権大会準々決勝日本大学山形高等学校対早稲田実業学校戦。授賞理由は、山形は野球実況の機会に恵まれないが、そんな中、これ程のレベルに上達したのは、日々の研鑽によるものであるから。